# Red Lake-massakern
Red Lake-massakern skedde i Red Lake, Minnesota, USA. Skolmassakern ägde rum den 21 mars 2005. 
Gärningsmannen bakom dådet var den 16-årige Jeffrey Weise. Innan Weise åkte till skolan, där han sköt ihjäl 5 elever, en lärare och en säkerhetsvakt, så sköt han först sin morfar och dennes fru. Weise begick självmord i samband med dådet och kan ha haft någon form av anknytning till det amerikanska partiet Libertarian National Socialist Green Party.

## Dödsoffer
- Derrick Brun, 28 (säkerhetsvakt)
- Dewayne Lewis, 15
- Chase Lussier, 15
- Chanelle Rosebear, 15
- Thurlene Stillday, 15
- Alicia White, 14
- Neva Winnecoup-Rogers, 62 (lärare)